# 龙门镇 (安溪县)
龙门镇是中国福建省泉州市安溪县下辖的一个镇。

## 行政区划
龙门镇共辖31个行政村，分别是：
龙门村、龙山村、龙美村、翠坑村、金狮村、洋坑村、桂瑶村、桂林村、观山村、湖山村、炙坑村、溪坂村、溪内村、溪瑶村、仙地村、仙东村、仙西村、仙凤村、和平村、白芸村、榜头村、大生村、后坂村、山美村、光孝村、寮山村、榜寨村、美卿村、美顶村、美内村、山头村。